# Powiat de Gdańsk
Le powiat de Gdańsk (en polonais : Powiat gdański) est un powiat de la voïvodie de Poméranie, dans le nord de la Pologne. Il a été créé le 1er janvier 1999.Son siège et sa seule ville est Pruszcz Gdański, qui se trouve à 12 kilomètres au sud de Gdańsk.
Le powiat a une superficie de 793,17 km2. En 2006, il compte 85 566 habitants, dont 23 986 à Pruszcz Gdański.
Il est entouré par la ville de Gdańsk au nord, le powiat de Nowy Dwór Gdański à l'est, le powiat de Malbork au sud-est, le powiat de Tczew et le powiat de Starogard au sud, et le powiat de Kościerzyna et le powiat de Kartuzy à l'ouest.

## Subdivisions administratives

Carte du powiat

Le powiat comprend 7 communes (gminy) :
| Gmina                                         | Type   | Superficie (km²) | Population (2006) | Chef-lieu         |
| Pruszcz Gdański                               | urbain | 16,5             | 23 986            |                   |
| Pruszcz Gdański                               | rural  | 142,6            | 16 992            | Pruszcz Gdański * |
| Kolbudy                                       | rural  | 82,8             | 12 042            | Kolbudy           |
| Trąbki Wielkie                                | rural  | 162,6            | 9 495             | Trąbki Wielkie    |
| Pszczółki                                     | rural  | 49,8             | 7 912             | Pszczółki         |
| Cedry Wielkie                                 | rural  | 124,3            | 6 156             | Cedry Wielkie     |
| Przywidz                                      | rural  | 129,6            | 5 151             | Przywidz          |
| Suchy Dąb                                     | rural  | 85,0             | 3 832             | Suchy Dąb         |
| * le chef-lieu ne fait pas partie de la gmina |        |                  |                   |                   |